# 豊浦団
豊浦団（とようらだん、とよらだん）は、8世紀から9世紀に日本の長門国豊浦郡に置かれた軍団である。739年から746年までと、792年から802年までの二つの一時的な廃止期があり、最終的な廃止年は不明である。869年からは下関の警備にもあたった。

## 史料にみえる豊浦団
天平10年（738年）の周防国正税帳に、「長門国豊浦団五十長凡海部我妹」なる人物がみえる。五十長は50人で構成される部隊「隊」の隊長「隊正」の別名である。
『続日本紀』によれば、天平神護3年（757年）4月には長門国豊浦団毅外正七位上の額田部直塞守が銭と稲を献じて外従五位下を授かり、豊浦郡の大領に任命された。毅は定員500人以下の軍団の長である。
そして、貞観11年（869年）9月29日に、豊浦団の権軍毅1人と主帳1人、兵士百人を下関に置くことが太政官符により定められた。陸海の交通の要地である下関に守備兵を置く必要を説いた長門国の要請に応えたものである。ここには、豊浦団に軍毅が2人あって1人が権任だともあるので、毅1人と権毅1人がいて兵士の定員が500人以下であることがわかる。うち100人が下関警備につき、残りは軍団の所在地にあったということであろう。

## 推定される変遷
豊浦郡は長門国の国府が置かれた郡で、長門国に置かれた軍団は一つか二つとされる。史料には長門国の兵士について記すものもあり、もしこの国の軍団が豊浦団だけなら、長門国の兵士数と豊浦団の兵士数は一致し、豊浦団の定員は養老3年（719年）まで1000人で、以降はずっと500人だと推定できるが、他にも軍団がある場合には難しくなる。以下は全国的な軍団編成に即して推定した変遷である。
大宝元年（701年）かそれ以前に標準的な1000人の軍団として成立した豊浦団は、おそらく養老3年（719年）の全国的な減員の一環で500人（あるいはもっと少ない定員）に縮小された。凡海部我妹が五十長だったのは天平10年（738年）だが、翌11年（739年）にやはり全国的な縮小の一環として停廃になった。
天平18年（746年）に全国的に軍団が再設置され、豊浦団も復活した。天平神護3年（757年）に毅の額田部塞守が郡の大領に転じた。延暦11年（792年）にふたたび廃止された。
上記二度の廃止期間にも大宰府管内の西海道諸国（九州）には一貫して軍団が置かれていた。長門国も辺要警備のために延暦21年（802年）に再設置された。九州の軍団は天長3年（826年）に廃止されたが、豊浦団は貞観11年（869年）に下関に兵士を派遣する体勢をとって、西日本唯一の軍団として存続した。最終的な廃止年は不明である。